# Кукмур
Кукмур — деревня в Арбажском районе Кировской области. 

## География
Находится на расстоянии примерно 18 километров по прямой на запад от районного центра поселка Арбаж.

## История
Известна с 1873 года, когда здесь учтено было дворов 25 и жителей 153, в 1905 46 и 240, в 1926 58 и 259, в 1950 45 и 144. В 1989 году проживало 59 жителей . До января 2021 года входила в состав Верхотульского сельского поселения до его упразднения.

## Население
Постоянное население составляло 29 человека (русские 76%) в 2002 году, 17 в 2010.